# Johann Gottfried Häntzschel
Johann Gottfried Häntzschel (* 8. Oktober 1707 in Seifhennersdorf; † 5. Februar 1748) war ein deutscher lutherischer Geistlicher.

## Leben und Wirken
Als eines Predigers Sohn wurde Johann Gottfried Häntzschel am 8. Oktober 1707 in Seifhennersdorf geboren. Seit 1726 an der Universität Wittenberg, danach an der Universität Leipzig, studiert, wirkte er als Katechet. Anschließend fungierte er in Zittau als Prediger und starb 40-jährig am 5. Februar 1748.
Häntzschel machte sich bekannt durch eine Polemik gegen die dritte Auflage von Christian Gottlieb Marches Sammlung geistlicher und lieblicher Lieder. Er wies nach, in den Liedern befänden sich missverständliche und bedenkliche Formulierungen.
Außerdem hat Häntzschel, so hieß es, selbst auch Kirchenlieder verfasst, wobei dem Autor der ADB kein Kirchenlied Häntzschels bekannt war, sodass er schlussfolgert, die von Häntzschel verfassten Lieder seien zwar in Gesangbücher aufgenommen, aber nicht weiter verbreitet worden.
Häntzschel promovierte 1729 in Leipzig mit einer Arbeit De hetaeriis veterum Christianorum. Von den Kirchen-Zusammenkünfften der ersten Christen. Darin stellte er, vermutlich als erster, eine Verbindung zwischen antiken Vereinen und den frühchristlichen Gemeinden her.

## Werke
- Nöthige Anmerkungen über die in dem herrnhutischen Gesangbuch befindlichen Irrthümer, Veränderungen und Redensarten (1734)
- De hetaeriis veterum Christianorum. Von den Kirchen-Zusammenkünfften der ersten Christen (1729)